# Václav Ježek (hudebník)
Václav Ježek (* 18. února 1961) je český baskytarista a zpěvák. V letech 1984 až 1986 působil v české heavy-metalové skupině Arakain.
Poté hrál v několika dalších kapelách - např. Divá bára, Kentaur nebo Tři dny na břiše.
Společně s dalšími bývalými členy Arakainu se zúčastnil v roce 2012 výročního turné Arakain memoriál.
V současnosti zpívá i ve smíšeném pěveckém sboru Comodo.